# Tom & Jerry gör stan osäker
Tom & Jerry gör stan osäker (engelska: Tom and Jerry: The Movie) är en tecknad långfilm från 1992 om Tom och Jerry. Det är den enda filmen där Tom och Jerry pratar.
Filmen har vissa likheter med Disneys Bernard och Bianca.

## Handling
Tom och Jerrys hus blir rivet när Toms ägare flyttar till ett nytt hus. De blir hemlösa ett tag men finner tillsammans snart ett hem hos den föräldralösa flickan Robyn. Robyn gör ett flertal försök att rymma från sin elaka och giriga fostermor tant Rik. Tom och Jerry får tag på ett hemligt meddelande som talar om att Robyns far lever och de bestämmer sig för att hjälpa henne med att finna sin far.

## Röster

### Engelsk version
- Richard Kind - Tom
- Dana Hill - Jerry
- Anndi McAfee - Robyn Startling
- Charlotte Rae - Aunt Pristine Figg
- Henry Gibson - Dr. J. "Sweetface" Applecheek
- Ed Gilbert - Pugsy, Daddy Starling
- David Lander - Frankie Da Flea
- Tony Jay - Lickboot
- Rip Taylor - Captain Kiddie
- Howard Morris - Squawk
- Michael Bell - Ferdinand

### Svensk version
- Andreas Nilsson - Tom, Ferdinand, Gränd-katt
- Nick Atkinson - Jerry
- Eleonor Telcs-Lundberg - Robyn Starling
- Eva Bysing - Tant Rik
- Carl Billquist - Dr. Äppelkind
- John Harryson - Rufsen
- Stig Grybe - Loppan Fille
- Bert-Åke Varg - Hilton
- Steve Kratz - Gojan, Pappa
- Hans Lindgren - Kapten Kurre, Radioröst
- Johan Wahlström - Polisen, Man
- Annelie Berg - Kvinna
- Gunnar Ernblad - Droopy
- Jan Nygren - Ludde
- Ted Åström - Aston, Gränd-katt
- Lasse Svensson - Restaurangägare
- Peter Harryson - Gränd-katt
- Johan Hedenberg - Gränd-katt

## Mottagande
Filmen mottogs av negativa recensioner, främst för att man gav röster till Tom och Jerry till skillnad från kortfilmerna under 1940- och 1950-talet. Joseph McBride på Variety skrev "Tom och Jerry talar kommer inte att gå till filmhistorien som en slogan till rivalen Garbo talar" Charles Solomon på Los Angeles Times kritiserade filmens sånger. Solomon kritiserade också Phil Roman för sin regi.

## Premiär
Filmen hade premiär på biografer i USA och Kanada den 3 juli 1993, samma vecka som Blodröd sol, Robin Hood – karlar i trikåer och En brud på hugget. Den hamnade på plats 14 under premiärveckan och drog in 3.560.469 dollar i Nordamerika och blev en finansiell flopp.